# Circus Lila
Circus Lila war eine deutsche Gruppe von Liedermachern, die ursprünglich aus Jena in Thüringen stammte.
Vor ihren LP-Veröffentlichungen Teilen macht Spaß (Amiga 1984) und Zauberküsse (Amiga 1987) schrieben sie als Görnandt & Rönnefarth auch zeitkritische Lieder in ihrer heimischen Thüringer Mundart. Wegen letzteren gerieten sie zeitweise ins Visier der Geraer Bezirksleitung des  Ministeriums für Staatssicherheit, dessen Mitarbeiter mit wechselndem Erfolg versuchten, die Gruppe gegenüber den  SED-Kulturfunktionären zu diskreditieren und Auftritte zu verhindern. Im Jahr 1989 zog die Gruppe nach Berlin um. Mit der Wende brach auch die Gruppe CIRCUS LILA auseinander.

## Diskografie

### Alben
Görnandt & Rönnefarth
- 1982: Frag mich Fragen (LP, Amiga)

Circus Lila
- 1984: Teilen macht Spaß (LP/MC, Amiga)
- 1987: Zauberküsse (LP/MC, Amiga)
- 1995: Teilen macht Spaß (MC/CD, Polydor)
- 1995: Zauberküsse (MC/CD, Polydor)

Circus Lila (Liedertheater mit Johannes Schlecht)
- 199?: Hauptsache lieb (LP/MC, tvd-Verlag)
- 199?: Lieber Mensch (LP/MC, tvd-Verlag)

Matthias Gö und Circus Lila
- 1995: Bunte Fleckenlieder (MC, Patmos)
- 1996: Der lange lila Lulatsch (MC, Patmos)